# Räderkoppelgetriebe

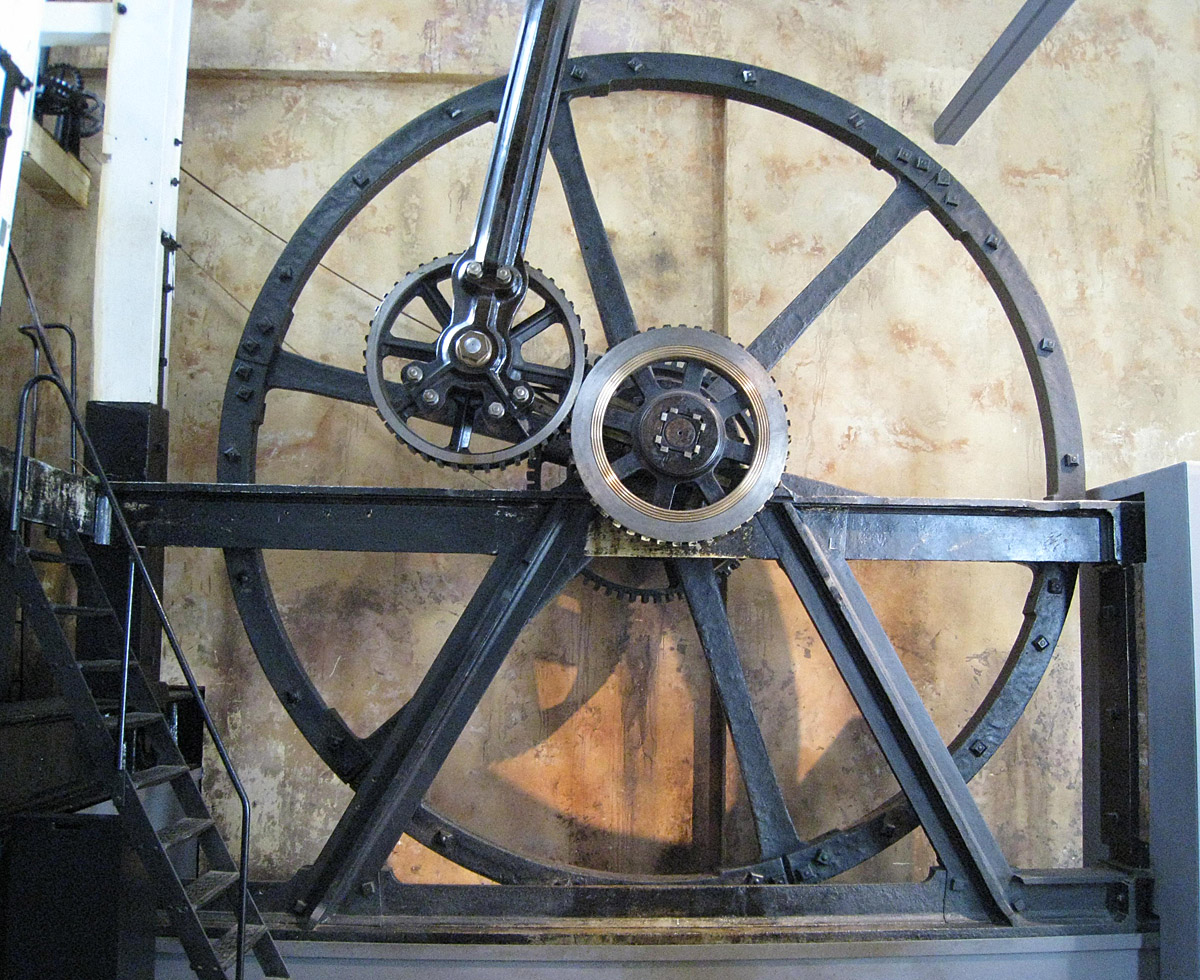
Watt’sches Planetengetriebe im Original, 1785

Animation des Watt’sches Planetengetriebes

Räderkoppelgetriebe sind eine Kombination aus Koppelgetrieben und Zahnradgetrieben.
Die Kombination oder Zusammenschaltung kann als Hintereinander- oder Parallelschaltung erfolgen.

## Beispiele

### Watt’sches Planetengetriebe
James Watt umging bei der Umwandlung der Hub- in Drehbewegungen einer Kolben-Dampfmaschine mit einem Zusatz an der Schubkurbel das damals lizenzpflichtige Patent auf letztere. Er ließ dem Schubkurbelgetriebe ein zweirädriges Planetengetriebe folgen, das der leitende Ingenieur von Boulton & Watt, William Murdoch konstruiert hatte und Watt 1781 auf seinen Namen patentieren ließ: ein Planetenrad an ihrem rotierenden Ende fest mit der Schubstange verbunden, ein Sonnenrad konzentrisch mit dem Drehzentrum der Kurbel am Gestell gelagert. Das umlaufende, nicht rotierende Planetenrad treibt das Sonnenrad an (seine Drehgeschwindigkeit ist doppelt so groß wie die der Kurbel). Die Kurbel ist hier nicht wie bei Dampfmaschinen üblich das angetriebene Teil, sondern das Sonnenrad wird angetrieben.

### Dreiräder-Koppelgetriebe
Von den Räderkoppelgetrieben wird am häufigsten das mit einer Kurbelschwinge kombinierte Dreiräder-(Zahnräder)-Koppelgetriebe eingesetzt. Mit ihm werden umlaufende, stark ungleichmäßige Drehbewegungen, auch mit Rast oder Pilgerschritt (Teilrückdrehung) für Anwendungsfälle in Textil-, Verpackungs- und anderen Maschinen erzeugt.
Ein Beispiel ist der Antrieb einer Papiertrommel in einer Papierwendeeinrichtung bei Druckmaschinen. Hierbei führt die sich mit hoher Drehzahl drehende Trommel nach jeder Umdrehung eine momentane Rast aus, so dass der Greifer, der das bedruckte Blatt wendet, Gelegenheit hat, exakt und sicher zuzugreifen.
Hinter den beiden Zahnrädern befindet sich (kaum sichtbar) eine Kurbel, die hier allerdings keine Kräfte übertragen muss, sondern zuvorderst dazu dient, die Zahnräder auf einem gleichmäßigen Abstand zu halten.